# Provincie Izumi
Provincie Izumi (japonsky: 和泉国; Izumi no kuni) nazývaná také Senšú (泉州) byla stará japonská provincie rozkládající se v jihozápadní části dnešní prefektury Ósaka (mimo vlastní město Ósaka).
Hlavní město provincie leželo zřejmě na místě dnešního moderního předměstí města Izumi. K Izumi patřila i jižní část velkého přístavu Sakai.
V provincii obvykle vládl ten, kdo ovládal Ósacký hrad a provincii Seccu.